# ひたちなか海浜鉄道
ひたちなか海浜鉄道株式会社（ひたちなかかいひんてつどう）は、茨城県ひたちなか市に本社を置く日本の鉄道事業者である。2008年に茨城交通の鉄道部門を新設分割して発足し、茨城交通から継承した湊線を経営している。ひたちなか市と茨城交通が出資する第三セクター企業である。

## 歴史
- 2008年（平成20年）
  - 2月7日 - 公募社長の最終選考で富山地方鉄道出身の吉田千秋に決定。
日本国内には異業種社長を迎えてマスメディアに取り上げられた第三セクター鉄道会社もあったが、同業の営業能力が重視されてのことであった。吉田は応募時万葉線、以前は加越能鉄道に勤務していた。
  - 4月1日 - 茨城交通株式会社から新設分割により発足、同社から湊線（勝田駅 - 阿字ヶ浦駅間 14.3 km）を引き継いで開業。
- 2011年（平成23年）
  - 3月11日 - 東日本大震災で被災し全線で運行休止。19日から茨城交通による代行バスの運行を開始。
  - 7月23日 - 全線運行再開。
- 2012年（平成24年） - ローカル鉄道経営と地域共生のノウハウの体系化を目指す「ローカル鉄道・地域づくり大学 サマースクール」を開校[4]。修了生の山田和昭が後に若桜鉄道の公募社長となる[5]。
- 2013年（平成25年）12月15日 - 銚子電気鉄道（千葉県銚子市）と姉妹鉄道提携を締結[6]。
- 2017年（平成29年）10月8日 - 『ローカル鉄道・地域づくり大学』が2017年度グッドデザイン賞を受賞[7]。
- 2018年（平成30年）5月31日 - 震災復旧補助金を除くと、発足後初の最終黒字を計上した2017年度決算を発表[8]。
- 2020年（令和2年）8月11日 - 湊線阿字ヶ浦駅 - 国営ひたち海浜公園西口付近間（3.1 km）の延伸事業許可を国土交通省に申請[9][10]。
- 2021年（令和3年）1月15日 - 湊線阿字ヶ浦駅 - 国営ひたち海浜公園西口付近間（3.1 km）の延伸事業を国土交通省が認可[11][9]。

## 路線
- 湊線 （勝田駅 - 阿字ヶ浦駅 14.3 km）

路線図

## 運賃
大人普通旅客運賃（2008年4月1日 - ）。小児半額（10円未満切り上げ）。
| 距離 (km) | 運賃 （円） |
| --------- | ----------- |
| 1 - 4     | 150         |
| 5         | 190         |
| 6         | 230         |
| 7         | 260         |
| 8         | 310         |
| 9         | 350         |
| 10        | 380         |
| 11        | 420         |
| 12        | 460         |
| 13        | 490         |
| 14        | 530         |
| 15        | 570         |

### 乗車券類
定期券
通勤定期券は1か月・3か月・6か月の設定であるが、通学定期券はそれに加え12か月の設定もある。12か月通学定期券運賃は、普通運賃の240回分に設定されている。

特別企画乗車券
- 「湊線1日フリー切符」（大人1000円、子供は半額の500円。2019年10月1日価格改定）
湊線の一日乗車券。2014年3月まで利用は土・日・祝日に限られていたが、同年4月から平日含め毎日利用できるようになった。

### 割引・決済サービス

#### 福祉運賃割引
障害者割引
身体障害者、知的障害者、精神障害者は、本人の運賃（普通乗車券・定期券・回数券）が半額になる。第1種の身体障害者、知的障害者、第1級の精神障害者の場合は介護者の運賃も半額になる。第2種の身体障害者、知的障害者、第2級・第3級の精神障害者の場合は本人が12歳未満で定期券のみ割引となる。特別企画乗車券は割引対象外。
難病患者割引
指定難病患者の通院費負担を軽減し、社会参加のための鉄道利用を促進する事業として難病患者の運賃（普通乗車券・定期券・回数券）を半額とする「難病患者運賃割引制度」がある。特定医療費受給者証がない軽症者も不認定通知書を提示することで対象になる。2018年7月8日新設。

#### QR・バーコード決済
那珂湊駅窓口ならびに勝田駅乗り換え窓口ではQR・バーコード決済「PayPay」で湊線の乗車券が購入できる。那珂湊駅では2020年2月10日、勝田駅では同年2月13日から開始した。2021年3月13日からは「au PAY」も利用可能となった。車内精算は不可。

#### クレジット決済
湊線は定期券のほか、那珂湊駅では普通乗車券もクレジットカード決済で購入できる。車内精算は不可。

#### ICカード
勝田駅ではSuica・PASMO等の交通系ICカードのSF残額を利用して湊線の普通乗車券が購入できる（一部区間を除く）。但し、ICカードそのものは導入していないため、ICカード乗車券としては使用できない。

## 駅猫「おさむ」と「ミニさむ」
那珂湊駅には黒の野良猫（オス）が時折訪れ、駅員が餌をやるなど世話をしていたところ、信号機器ボックスの下に住み着いてしまった。その後「おさむ」という名前が与えられ、駅のマスコットになっている。また、トラのメス猫もおり、こちらは「ミニさむ」と呼ばれている。
「おさむ」の名の由来はかつて『黒ネコのタンゴ』を歌ってヒットさせた皆川おさむの名前にちなむ。現在はグラフィックデザイナーとして活動し、個展等も開いている皆川は、この「おさむ」のことを知り、自身が制作した黒猫のオブジェを寄贈した。このオブジェは那珂湊駅の窓口に飾られている。
おさむは2019年6月23日に推定年齢17歳で死に、同年7月6日に那珂湊駅でお別れ会が開かれた。